# Таман-Негара
Таман-Негара (малай. Taman Negara Malaysia) — національний парк, розташований у Західній Малайзії, в центральній частині півострова Малакка в чотирьох градусах на північ від екватора. Його площа становить 4343 км² (втричі більше Сінгапуру).

## Географія

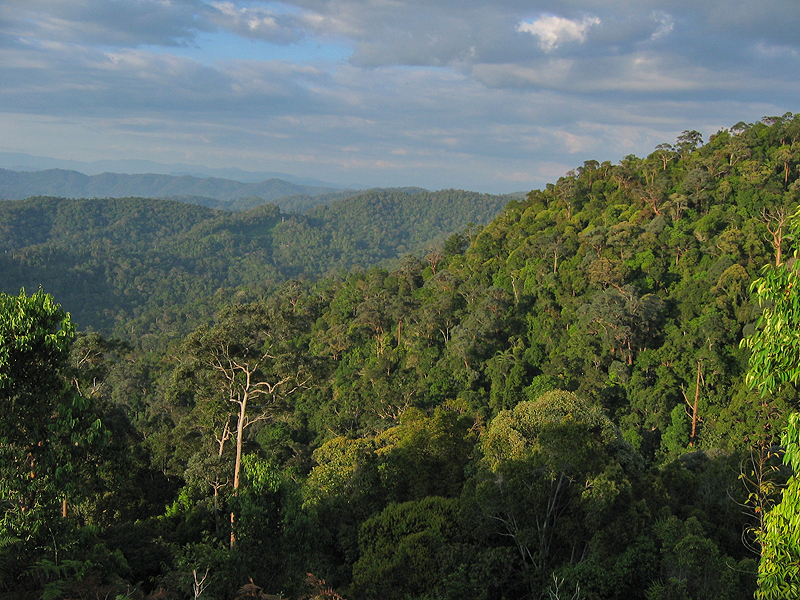
Вид на полог лісу парку.

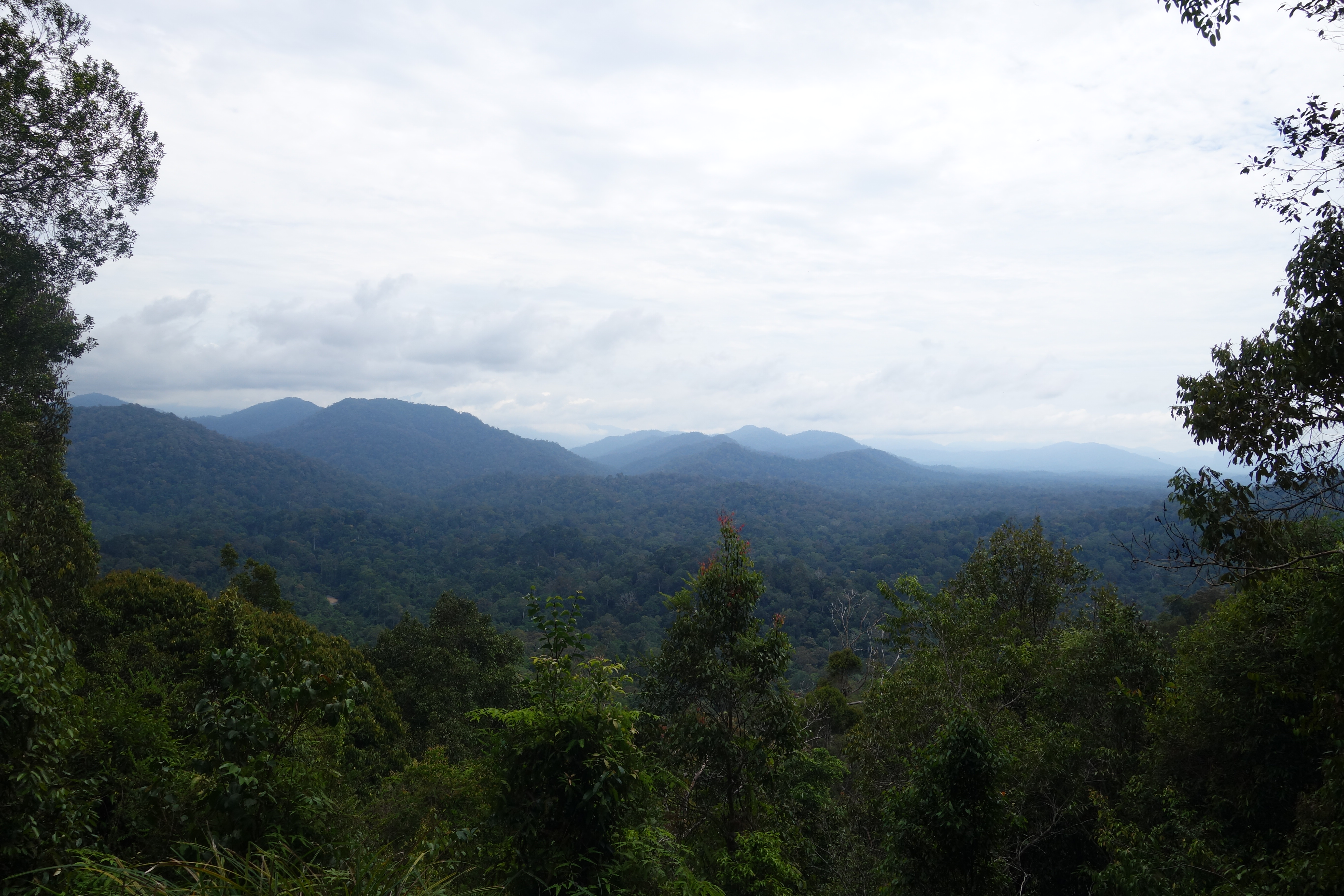
Вид на парк з пагорба Букіт-Тересек.

Територія парку поширюється на три штати: Келантан, Теренгану та Паханг, кожен із яких має власне законодавство. Постанова про Таман-Негара (Паханг) № 2 від 1939 року діє в штаті Паханг, Постанова про Таман-Негара (Келантан) № 14 1938 року в штаті Келантан і Постанова про Таман-Негара (Теренгану) № 6 1939 року в штаті Теренгану. Акти мають подібний зміст.
Таман-Негара (Паханг) є найбільшим з 2477 км², за ним слідує Таман-Негара (Келантан) — 1043 км² і найменший Таман-Негара (Теренгану) — 853 км².
Таман-Негара здебільшого розташована на стародавніх осадових гірських породах і є найдавнішою частиною континенту, переважно з пологими пагорбами, де близько 57% загальної площі парку розташовані нижче 300 м над рівнем моря через тривалу ерозію гірських порід. Незважаючи на це, на території парку також є деякі гірські частини хребта Таган, який найпівденнішої частини гірського хребта Тенассерім. На хребті Таган знаходиться гора Таган, найвища гора та ультра-пік півострова Малайзія з висотою приблизно 2187 м над рівнем моря.
Парк виступає важливим верхів'ям витоку річок для штатів Келантан, Теренгану і Паханг. Тут є три основні річкові системи, які витікають з парку, це річки Лебір, Теренгану та Тембелінг. Лебір є однією з приток річки Келантан, що тече на північ, впадаючи в дельту Келантан, тоді як річка Теренгану тече на схід до озера Кенійр і є однією з основних приток цього озера; Річка Тембелінг є однією з приток річки Паханг, що тече на південь до центральної долини Паханг. Води цих річок зрештою впадають у Південнокитайське море.

## Історія
Він був створений у 1938 і 1939 роках як Національний парк короля Георга V після того, як англійський письменник, інженер та природоохоронець Теодор Габбек запропонував султанам Пахангу, Теренгану і Келантану виділити ділянку землі, яка охоплює три штати, для створення заповідної природоохоронної території. Після здобуття Малайзією незалежності у 1957 році його перейменували на Таман-Негара, що в перекладі з малайської означає «національний парк». Головною метою національного парку є поширення та охорона видів флори та фауни, що є місцевими для цього регіону. Парк — це тропічний ліс, який утворився приблизно сто тридцять мільйонів років тому, він вважається «найстарішим тропічним лісом», хоча насправді ця першість належить дощовому лісу Дейнтрі в Квінсленді, Австралія, вік якого за різними оцінками становить від 135 мільйонів років до 180 мільйонів років.
Територія сучасного парку була заселена людиною не менше 2000 років тому. Корінне населення все ще продовжує жити навколо парку.

## Туризм

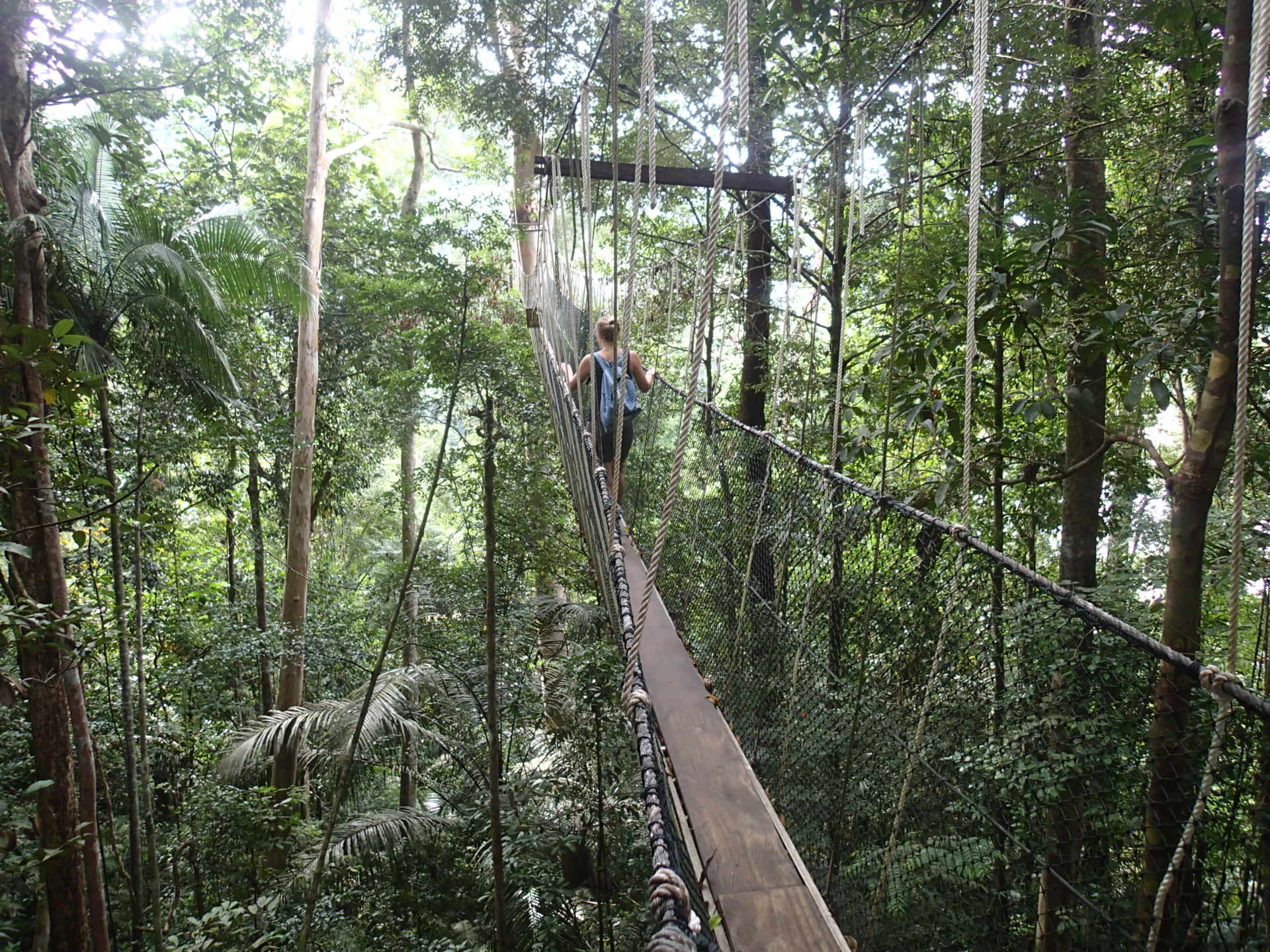
Доріжка під пологом в парку

Адміністрація парку знаходиться в селі Куала-Таган (район Джерантут, штат Паханг). Для відвідування парку є щоденний транспорт з Куала-Лумпура. До нього також можна дістатися громадським автобусом. Популярний туристичний об'єкт парку, розташований поблизу Куала-Таган і включає доріжку під пологом, систему печер Гуа-Телінга та пороги Лата-Берко. Відвідувачі можуть побачити тропічні ліси, поспостерігати за птахами, походити в джунглі та помилуватися видами річки Таган, а неподалік розташовано багато місцевих курортів і готелів для відвідувачів. Також серед розваг для відвідувачів — плавання, катання на човні, риболовля, дослідження печер, прогулянки тощо.
Парк перетворився на місце екотуризму в Малайзії. У парку є кілька геологічних і біологічних пам'яток. Гора Таган — найвища точка Малайського півострова; альпіністи можуть використовувати поселення Куала Таган або Мерапо як відправну точку при мандрівці в гори. Усі відвідувачі парку повинні отримати дозвіл від Департаменту дикої природи та національних парків.

## Корінне населення

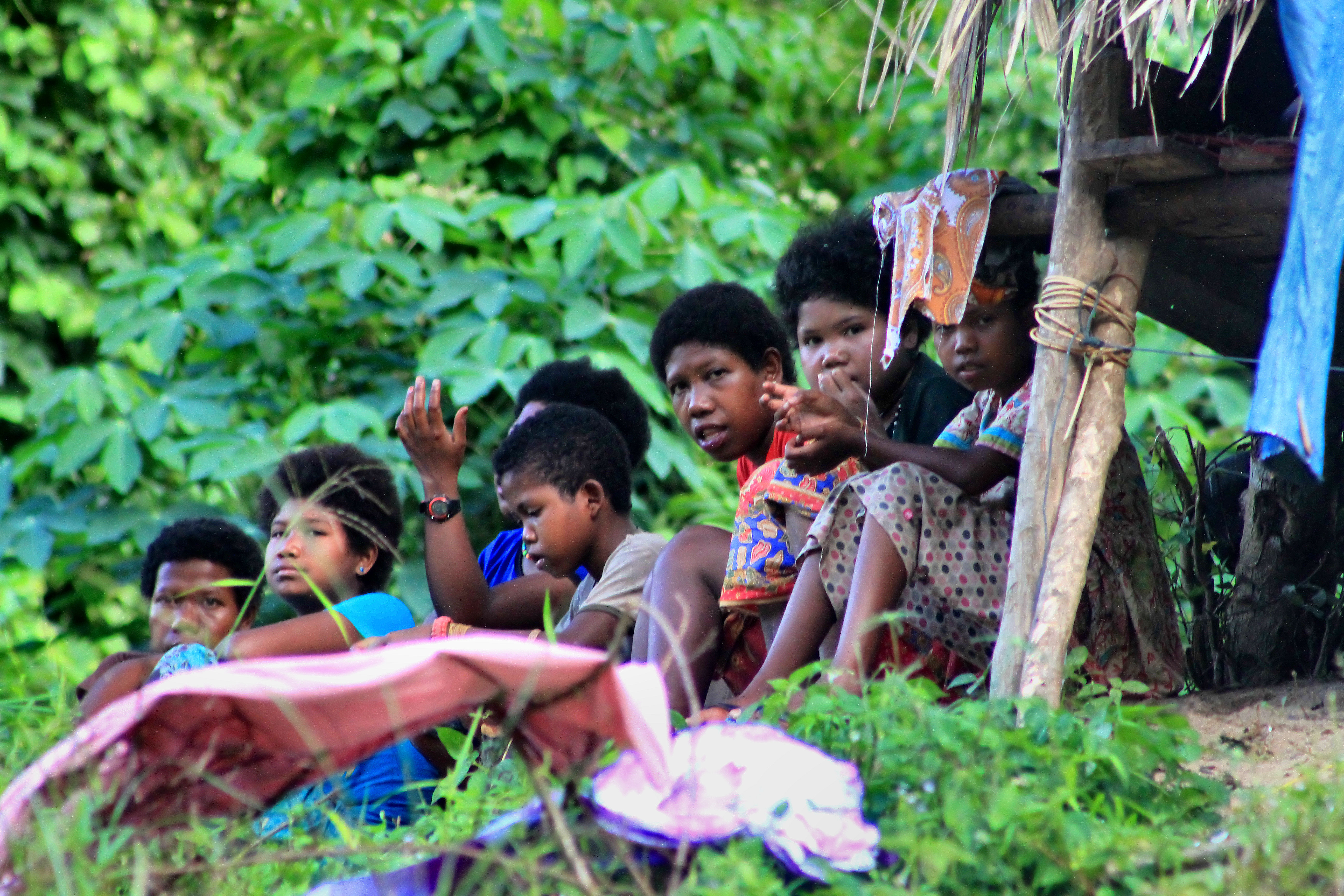
Народ батек в околицях Таман-Негара.

Таман-Негара є частиною традиційної території кількох груп оранг-аслі, гетерогенного корінного населення півострова Малайзія. Зокрема, на периферії парку досі живуть кілька груп батеків. Законодавство про парк визнає права користування оранг-аслі в межах парку Таман-Негара ресурсами (наприклад, розділ 15(c), Pahang En. 2/1939). У цьому відношенні закон перераховує шість «аборигенних племен» (пле, теміар, пле-теміар, сеної, семанги і панган).

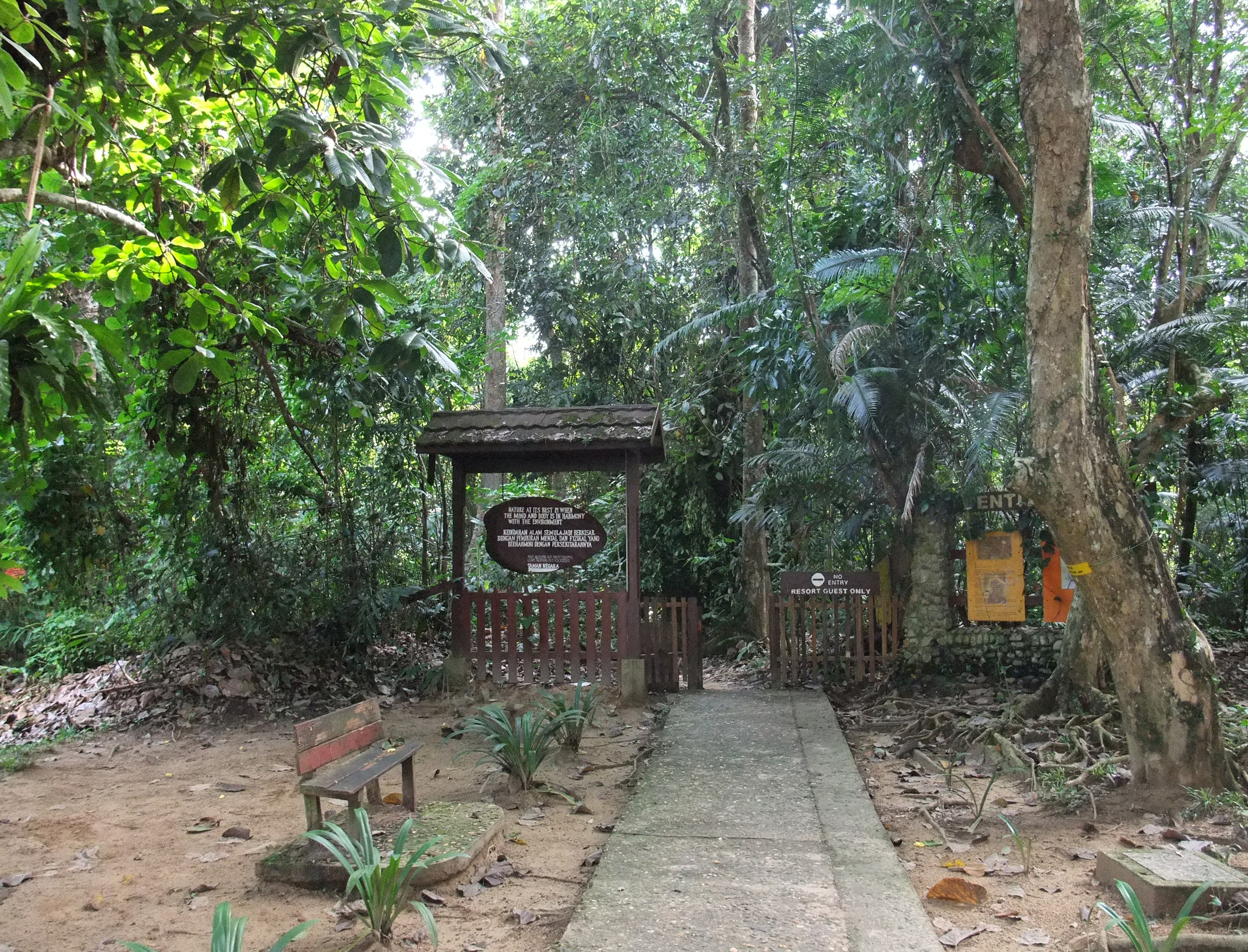
Вхід до парку Таман-Негара.

## Транспорт
Потяги Малайської наземної залізниці (KTM) «KTM Intercity» та «Express» зупиняються на залізничній станції міста Джерантут. Відвідувачі парку Таман-Негара можуть висаджуватися тут.
Місцеві туроператори організовують транспорт з Куала-Лумпура до входу в парк у поселенні Куала-Тагані. Це може включати 3-4-годинну поїздку автобусом до Джерантута та пристані Куала-Тембелінг, а потім 2,5-годинну поїздку на річковому човні до Куала-Тагана. Вхідні квитки та екскурсії по парку часто включені в пакет туристичних поїздок.
З Куала-Лумпура автобуси можуть відправлятися з терміналів «Берсепаду Селатан» і «Гентіан Пекелілінг» до найближчого міста Джерантут. Звідси потрібно вирушати до пристані Куала-Тембелінг і дальше до Куала-Таган.

## Флора
Таман-Негара має в основному незайманий перестійний рівнинний діптерокарповий тропічний ліс, а також півострівні Малайзійські гірські тропічні ліси в гірських частинах парку. 

## Тваринний світ
Таман-Негара є одним із найкраще збережених середовищ існування тварин на Малайському півострові, що робить його відомим своєю різноманітною та винятковою фауною. Види, знайдені в парку, включають 150 000 комах, 25 000 безхребетних, 675 птахів, 270 рептилій, 250 прісноводних риб і 200 ссавців національного парку, у тому числі деякі з них є рідкісними або корінними для Малайзії.

### Ссавці
У парку добре представлений клас ссавців, який включає 11 рядів, понад 30 родин і близько 150 видів. Таким чином, ссавці представляють помітну групу в заповіднику, хоча не особливо через їх чисельність або щільність розселення особин, але через їх різноманітність і те, що вони є останнім притулком для багатьох таксонів ссавців на півострові.

#### Рядпримати
Ряд приматів складається з 3 родин, які, у свою чергу, ведуть до 7 видів. Заповідник Таман-Негара, як і навколишні заповідники та півострів, має види приматів, типові для Південно-Східної Азії та колишнього континенту Сунда. Це означає, що існує велика кількість сімейств таксономії приматів, хоча кількість видів невелика порівняно з різноманіттям ряду.
Однак національний парк є притулком для видів, класифікованих МСОП як «під загрозою» зникнення, таких як малайський білорукий гібон (Hylobates lar) і сіаманг звичайний (Symphalangus syndactylus). Ці таксони мають гарну популяцію, але чисельність їх сильно коливається через те, що місцеві жителі парку або оранг-аслі можуть полювати на них для прожитку. З іншого боку, це також стратегічне місце для збереження деяких видів, таких як повільний лорі (Nycticebus coucang) або південний свинохвостий макака (Macaca nemestrina), яким загрожує контрабандне переміщення та втрата середовища проживання відповідно, що призвело до їх класифікує як «вразливих видів» МСОП .
Загалом примати відіграють важливу роль як споживачі так і подальші розповсюджувачі насіння в Таман-Негарі. У той же час багато з них є частою здобиччю багатьох інших хижих видів тварин, що є дуже важливою частиною їх раціону.
| Родина   | Рід            | Вид                                               | Підвид       | Зображення        | В національному парку |
| -------- | -------------- | ------------------------------------------------- | ------------ | ----------------- | --- |
| Лорієві  | Товстий лорі   | повільний лорі (Nycticebus coucang)               |              | miniaturadeimagen | Їх можна побачити по всьому периметру заповідника. Нічні та деревні тварини, за якими легко спостерігати за відповідних умов, зокрема і в людських поселеннях. Одинаки. Дуже маленькі за розміром. Оскільки всі лорі знаходяться в небезпеці в основному через незаконну торгівлю видами, жодних конкретних заходів захисту не розглядається. |
| Мавпові  | Макак          | макака крабоїдний (Macaca fascicularis)           | fascicularis | miniaturadeimagen | Найчисленніший примат у всьому заповіднику, помітити його досить легко. Денні примати, які добре пристосовуються до будь-якої місцевості (Надають перевагу поселенням людини). Зазвичай зграйні, але в цьому заповіднику їх можна спостерігати і поодинці. Мають невеликий розмір. Його велика чисельність і поширення не роблять його твариною, щодо якої слід вживати заходів захисту.                                                                   |
|          |                | макака південний свинохвостий (Macaca nemestrina) |              | miniaturadeimagen | Мають середню чисельністю у найвищих частинах заповідника, приматів легко побачити, якщо ви відвідуєте певні місця. Ведуть денний спосіб життя і пристосовуються до будь-якої місцевості, хоча віддають перевагу місцям проживання на пагорбах і в горах. Зграйний вид і може утворювати великі групи. Мають великий розмір Їх популяції не надто великі, і вони відносно ізольовані, тому для їх збереження не вживаються жодні заходи, крім моніторингу. |
|          | Trachypithecus | лутунг імлистий (Trachypithecus obscurus)         |              | miniaturadeimagen | Цей примат нечисельний в заповіднику і він тут рідко зустрічається. Віддає перевагу низинам і узбережжям річок. Денний, переважно деревний і зграйний. Середнього розміру Заповідник не виділяється значними популяціями імлистого лутунга, однак його хороше становище на решті території країни означає, що ніяких серйозних заходів для їх збереження не вживається.                                                                                    |
|          | Сурілі         | сурілі сіамський (Presbytis siamensis)            |              |                   | Інформації про цей таксон в заповіднику небагато. Їх можна побачити вдень, невеликими групами або поодинці в найглибших місцях заповідника. великий розмір Відсутність інформації заважає вживати заходів щодо його збереження |
| Гібонові | Гібон          | гібон білорукий (Hylobates lar)                   | лар          | miniaturadeimagen | Примат із середньою присутністю. Важко побачити, але легко почути їхні крики та пісні на світанку. Вони ведуть денний спосіб життя і практично деревний. Зазвичай живуть парами та/або невеликими групами. Має середній розмір За цим таксоном ведеться інтенсивний моніторинг, оскільки оранг-аслі мають ліцензію на полювання на них. |
|          | Сіаманг        | сіаманг звичайний (Symphalangus syndactylus)      |              | miniaturadeimagen | Найбільший з усіх приматів у заповіднику, його важко побачити, але легше почути його крики та пісні, особливо вранці. Віддає перевагу лісам у гірській та горбистій місцевості. Веде денний і деревний спосіб життя. Зазвичай поодинокі. Оранг-аслі мають ліцензію на полювання на них, тому їхня популяція коливається та перебуває під пильною увагою.                                                                                                   |

#### Рядшерстокрили
Ряд шерстокрилих представлена в парку Таман-Негара монотиповими видами одного з двох існуючих на даний момент родів. Зі стародавнього континенту Зонда. Колуго — таксон, ендемічний сьогодні для стародавнього континенту. Незважаючи на те, що вони живуть лише на невеликій території, їх тут багато. Навіть сьогодні дослідження Dermoptera не знайшли чіткого прогнозу щодо їхньої ролі в екологічних циклах. Вони живляться різноманітними листками, виділеннями дерев, корою та іноді дрібними безхребетними.
| Родина                     | Рід         | Вид                                            | Підвид | Зображення        | В національному парку |
| -------------------------- | ----------- | ---------------------------------------------- | ------ | ----------------- | --- |
| Кагуанові (Cynocephalidae) | Galeopterus | Малайський шерстокрил (Galeopterus variegatus) |        | miniaturadeimagen | Шерстокрилий ссавець розміром з велику кішку. Їх можна побачити на всій території заповідника, особливо в невисокому діптерокарповому лісі, що переважає на території заповідника, хоча це і не обов'язково. Зазвичай живе поодинці чи невеликими групами. Веде нічний та виключно деревний спосіб життя. Це таксон не знаходиться під загрозою зникнення, тому не викликає особливого занепокоєння в рамках заходів управління парком. |

#### Рядтупаєподібні
Ряд тупаєподібних (Scandentia) добре представлений у заповіднику, оскільки тут мешкають дві існуючі родини тупаєві (Tupaiidae) та перохвостові (Ptilocercidae), а також 3 види. Жодному з видів тупаєподібних, які мешкають у заповіднику, не загрожує небезпека. Однак тупаєподібні відіграють важливу роль як розповсюджувачі насіння багатьох рослин, зокрема таких як дерева роду фікус (Ficus). перохвіст вухастий (Ptilocercus lowii), у свою чергу, є дуже помітним запилювачем, особливо серед рослин з високим вмістом спиртового нектару. Завдяки цій видатній ролі в екосистемі тупайї є елементом охорони та збереження заповідника.
| Родина                       | Рід            | Вид                                    | Підвид | Зображення        | В національному парку |
| ---------------------------- | -------------- | -------------------------------------- | ------ | ----------------- | --- |
| Тупаєві (Tupaiidae)          | Тупая (Tupaia) | Тупая звичайна (Tupaia glis)           |        | miniaturadeimagen | Дуже поширений в заповіднику таксон, розміром з білку (з якою їх часто плутають). Побачити їх можна по всій території заповідника, особливо в низинних лісових масивах і поблизу людських поселень. Зазвичай його можна побачити, коли він рухається по землі або на невеликій висоті. В основному вдень. Живе поодинці або невеликими групами. Тупайя звичайна є поширеним таксоном і в заповіднику йому не загрожує небезпека, тому спеціальні заходи із захисту не застосовуються. |
|                              |                | Тупайя мала (Tupaia minor)             |        | miniaturadeimagen | Менш поширені, ніж інші таксони свого роду, які присутні в заповіднику, хоча їх також можна побачити будь-де. Пересуваються зазвичай по деревах, але в нижній частині крони. Мають досить невеликий розмір. Живуть зазвичай у групах середнього розміру. Таксон поширений в заповіднику у відносно великій кількості, тому спеціальні заходи його збереження не застосовуються. |
| Перохвостові (Ptilocercidae) | Ptilocercus    | Перохвіст вухастий (Ptilocercus lowii) |        | miniaturadeimagen | Дуже рідкісний таксон, зазвичай його виявляють лише наукові працівники парку за допомогою спеціального обладнання та методології. Малий, нічний і поодинокий таксон. Через великий загальний брак знань про цей таксон проводяться дослідження для глибшого вивчення його природи. |

#### Рядхижі
М'ясоїдні представляють одну з найрізноманітніших груп ссавців у Таман-Негарі, оскільки тут представлено 6 сімейств із 23 родами та 30 видами. Заповідник є, ймовірно, найзначнішим у світі з точки зору різноманітності ссавців стародавнього континенту Зонда та одним із найвидатніших в Азії з точки зору різноманітності хижих тварин у цілому. Крім того, заповідник є одним із найважливіших середовищ існування та притулком для деяких видів м'ясоїдних тварин, які перебувають під загрозою зникнення, як на півострові, в країні, так і в глобальному масштабі. До цієї групи можна віднести видру цівету (Cynogale bennettii), суматранського кота (Prionailurus planiceps), малайського тигра (Panthera tigris jacksoni), гірського куона (Cuon alpinus) і суматранску видру (Lutra sumatrana). Усі перераховані вище види або підвиди позначено МСОП як види, що перебувають під загрозою зникнення, зі статусом «під загрозою зникнення». Таман-Негара — головний заповідник малайського тигра, що має тут найбільшу територію проживання та популяцію цього підвиду, що перебуває під надзвичайним ризиком зникнення, із видів, що вже перебувають у небезпеці.
Таман-Негара є важливим місцем для збереження інших вразливих видів або підвидів, таких як цівета смугаста (Hemigalus derbyanus), вівера плямиста (Viverra megaspila), бінтуронг (Arctictis binturong), кіт-рибалка (Prionailurus viverrinus), димчаста пантера (Neofelis nebulosa), індокитайський леопард (Panthera pardus delacouri), малайський ведмідь (Helarctos malayanus), видра гладкошерста (Lutrogale perspicillata) і видра попеляста (Aonyx cinereus). Усі вони класифіковані МСОП як «уразливі види». Заповідник особливо важливий для кота-рибалки в Малайзії, оскільки це єдина популяція в країні, а також для індокитайського леопарда та димчастої пантери, оскільки, хоча вони не єдині популяції в країні, вони становлять її найважливіше місце збереження в Малайзії.
Хижі тварини відіграють важливу роль в екосистемі парку, оскільки вони є господарями багатьох екологічних систем і комплексів національного парку. Через їхню різноманітність існує також велика кількість екологічних процесів, у яких задіяні м'ясоїдні тварини, від майже суто м'ясоїдних до всеїдних, які споживають переважно і інші джерела їжі.
| Родина                   | Рід                          | Вид                                           | Підвид                                                       | Зображення        | В національному парку |
| ------------------------ | ---------------------------- | --------------------------------------------- | ------------------------------------------------------------ | ----------------- | --- |
| Віверові (Viverridae)    | Мусанг (Paradoxurus)         | Мусанг звичайний (Paradoxurus hermaphroditus) |                                                              | miniaturadeimagen | Поширений таксон в заповідній зоні, розміром із середню собаку. Побачити їх можна по всій території заповідника, особливо в низинних лісових масивах і поблизу людських поселень. В основному веде нічний та поодинокий спосіб життя. Часто зустрічається у найвищій частині крони дерев, хоча його можна знайти будь-де. Мусанг звичайний є таксоном, що не перебуває під загрозою зникнення в заповіднику, тому спеціальні заходи управління не застосовуються. |
|                          | Arctogalidia                 | Дрібнозуба цівета (Arctogalidia trivirgata)   |                                                              | miniaturadeimagen | Цей таксон має середню щільність розселення в Таман-Негараі. Розміром приблизно з кішку. Веде в основному нічний, деревний та поодинокий спосіб життя. Зазвичай його можна побачити у найвищій частині крони дерев. Це ще один таксон поза стандартами небезпеки, який без проблем зустрічається в заповіднику. |
|                          | Hemigalus                    | Смугаста цівета (Hemigalus derbyanus)         |                                                              | miniaturadeimagen | Нечасті, стабільні популяції, але їх важко виявити без спеціальних методів або матеріалу. Розмір тіла схожий на подовжену кішку. Веде нічний спосіб життя, переважно наземний і поодинокий. Іноді їх можна побачити поблизу людських поселень і спостережних сховищ. Це таксон, оголошений вразливим, тому за ним необхідно проводити моніторинг та заходи щодо покращення ситуації. Але головною його проблемою є втрата середовища проживання, тому в заповіднику не вживаються особливих заходів захисту. |
|                          | Paguma                       | Цівета гімалайська (Paguma larvata)           |                                                              | miniaturadeimagen | Таксон поширений у місцевих сприятливих умовах на заповідній території, розміром із невелику собаку. Найбільш придатні для спостереження гірські лісові масиви. Веде переважно деревний, нічний, поодинокий спосіб життя. Особливих заходів щодо збереження не вживається, оскільки це таксон, що не перебуває під загрозою зникнення. |
|                          | Вівера (Viverra)             | Вівера малайська (Viverra tangalunga)         |                                                              | miniaturadeimagen | Малайська вівера — один з найпоширеніших мешканців заповідника, розміром приблизно з середню собаку. Мешкає в усіх районах і середовищах існування національного парку і виявляє пристрасть до людських поселень. Можна легко виявити вночі за допомогою відповідних засобів. Веде поодинокий, нічний та наземний спосіб життя. Цей таксон охороняється по всій Малайзії, але існують серйозні проблеми, пов'язані з протистоянням із місцевими фермерськими громадами. |
|                          |                              | Вівера індійська (Viverra zibetha)            | pruinosa                                                     | miniaturadeimagen | Ареал індійської вівери сягає охоронюваної території, хоча це не одна з найважливіших її популяційних територій, що робить її досить рідкісною твариною для спостереження в Таман-Негарі. Розмір з середню собаку, поодинокі, нічні та наземні. Пристрасть до поселень людей. Охороняється на всій території Малайзії. Проводяться заходи умиротворення через зіткненням з місцевими громадами. |
|                          |                              | Вівера плямиста (Viverra megaspila)           |                                                              | miniaturadeimagen | Вівера плямиста, надзвичайно рідкісний таксон, як на території національного парку, так і загалом. Даних про екологію цих тварин дуже мало. Неможливо виявити без спеціальних методологій і приладів. Розмір з середню собаку. Він охороняється на всій території Малайзії, особливо тому, що він класифікується як «вимираючий». Відсутність знань про цей вид означає відсутність консенсусу щодо заходів для ефективного захисту. |
|                          | Arctictis                    | Бінтуронг (Arctictis binturong)               | binturong                                                    | miniaturadeimagen | Рідко зустрічається, як і його популяції, які залишаються в хорошому стані на території, що охороняється. Розміром з велику собаку. Веде поодинокий, нічний та деревний спосіб життя. Зазвичай його знаходять у найглибшому лісі. Оскільки всі великі віверові охороняються по всій Малайзії, парк не вживає особливих запобіжних заходів, оскільки найбільшою проблемою є втрата середовища проживання. |
|                          | Prionodon                    | Лінзанг смугастий (Prionodon linsang)         |                                                              | miniaturadeimagen | Не дуже поширений таксон, його популяції середньої щільності розселення, виявити його без спеціальної методології та обладнання важко. Хижі, ведуть нічний, поодинокий або сімейними групами спосіб існування на всіх рівнях крон дерев. Мають розмір середньої кішки. Також його можна спостерігати навколо людських поселень. Жодних особливих заходів по охороні не вживається, оскільки цьому таксону нічого не загрожує. |
|                          | Cynogale                     | Цівета видрова (Cynogale bennettii)           |                                                              | miniaturadeimagen | Дуже рідкісний таксон, який знаходиться під загрозою глобального зникнення, з низькою щільністю розселення особин та дуже важким для виявлення. Це робить його спосіб життя також маловідомим. Розміром з кішку, веде нічний спосіб життя, поодинокий і пов'язаний з низинними, добре облаштованими водними шляхами. Він охороняється по всій Малайзії, особливо тому, що він класифікується як вимираючий. Відсутність знань про цей вид означає відсутність консенсусу щодо заходів для ефективного управління його захистом. |
| Котячі (Felidae)         | Кіт (Felis)                  | Кіт лісовий (Felis silvestris)                | Кіт свійський (Felis silvestris catus)                       | miniaturadeimagen | Домашній підвид. Проживає поблизу деяких населених пунктів. |
|                          | Азійський кіт (Prionailurus) | Бенгальський кіт (Prionailurus bengalensis)   | bengalensis                                                  | miniaturadeimagen | Численний таксон у заповіднику, але його важко виявити. Має розмір свійського кота. Вони зустрічаються по всій території заповідника, особливо в низинних лісових районах. Поодинокі особини, які пересуваються нижніми шарами крони дерев і по землі. Спеціальні заходи захисту не застосовуються |
|                          |                              | Суматранський кіт (Prionailurus planiceps)    |                                                              | miniaturadeimagen | Надзвичайно рідкісний таксон, популяція якого невідома, але дуже мала. Веде майже виключно нічний або сутінковий і самотній спосіб життя. Його проживання тісно пов'язане з водними екосистемами. Розміром з маленьку кішку.. Через його статус проводяться заходи контролю та дослідження, щоб визначити, як управляти збереженням цього виду. |
|                          |                              | Кіт-рибалка (Prionailurus viverrinus)         |                                                              | miniaturadeimagen | Ще один надзвичайно рідкісний таксон, чия популяція є невизначеною або має тільки окремі свідчення її існування. Веде сутінковий, поодинокий спосіб існування і зазвичай зустрічається поблизу водних екосистем. Має розмір собаки. Оскільки парк і його околиці є його єдиним середовищем існування в Малайзії, проводяться дослідження, щоб адаптувати деякі середовища існування та стабілізувати його популяцію. |
|                          | Pardofelis                   | Мармурова кішка (Pardofelis marmorata)        | marmorata                                                    | miniaturadeimagen | Мармурову кішку можна побачити по всій території заповідника, особливо в місцях поширення великих дерев. Нічні та деревні тварини, ведуть поодинокий спосіб існування за якими можна спостерігати за відповідних умов. Вони переміщуються у всіх ярусах крони дерев, причому верхня ярус є переважною зоною поширеності. Мають розмір кішки, з дуже довгим хвостом. Найбільша небезпека для мармурових котів пов'язана з втратою середовища проживання, тому сам заповідник є найкращою гарантією їх збереження. |
|                          | Катопума (Catopuma)          | Катопума Темінка (Catopuma temminckii)        | dominicanorum                                                | miniaturadeimagen | Таксон середньої чисельності в заповіднику, але важко виявлений. Особини мають розмір собаки. Вони зустрічаються по всій території заповідника, особливо в низинних лісових районах. Ведуть поодинокий спосіб існування і пересуваються по всіх шарах крони дерев та по землі. Ніяких спеціальних заходів захисту не застосовується, оскільки це відносно поширений таксон у кількох країнах. |
|                          | Пантера дим. (Neofelis)      | Димчаста пантера (Neofelis nebulosa)          | nebulosa                                                     | miniaturadeimagen | Одна з найсимволічніших тварин заповідника, має велику популяцію. Виявлення її в парку є складним, оскільки вона пересуваються по всіх шарах крони дерев та по землі, та віддає перевагу ізольованим від людей територіям. Має розмір з велику собаку і веде поодинокий спосіб існування. Тварина перебуває під посиленою увагою влади через зростаючий попит на традиційну китайську медицину. |
|                          | Пантера (Panthera)           | Тигр (Panthera tigris)                        | Малайський тигр (Panthera tigris jacksoni)                   | miniaturadeimagen | Головна тварина Малайзії та одна з найбільш затребуваних у Таман-Негарі. Популяція тигра сягає приблизно в 350 особин і становить 2/3 існуючої популяції цього підвиду. Побачити його можна рідко, але цілком можливо, бо він може зустрічатися де завгодно в заповіднику. Ведучи в основному наземний спосіб існуванні, він віддає перевагу водному середовищу. Живе поодиннці, за винятком періоду парування. Найбільший з існуючих котячих і найбільший хижак в заповіднику. Керівництво парку уважно стежить за популяціями в заповіднику, які перебувають у хорошому стані і можуть навіть намагатися мігрувати з заповідника. |
|                          |                              | Леопард (Panthera pardus)                     | Індокитайський леопард (Panthera pardus delacouri)           | miniaturadeimagen | Індокитайський або зондський леопард в заповіднику має середню чисельність і його важко виявити. Значно менший за малайського тигра, але все ж другий за величиною кіт у заповіднику. Вони зустрічаються по всій території заповідника. Ведуть поодинокий спосіб існування, пересуваються по всіх шарах крони дерев і по землі. Жодних спеціальних заходів захисту не застосовується, незважаючи на те, що він стає об'єктом для браконьєрства. |
| Мангустові (Herpestidae) | Мангуста (Herpestes)         | Мангуст яванський (Herpestes javanicus)       |                                                              | miniaturadeimagen | |
|                          |                              | Мангуст-крабоїд (Herpestes urva)              |                                                              | miniaturadeimagen | |
| Псові (Canidae)          | Пес (Canis)                  | Вовк (Canis lupus)                            | Пес свійський (Canis lupus familiaris)                       | miniaturadeimagen | Домашній підвид. Зустрічається поблизу деяких населених пунктів. |
|                          | Куон (Cuon)                  | Куон гірський (Cuon alpinus)                  | sumatrensis                                                  | miniaturadeimagen | |
| Ведмедеві (Ursidae)      | Helarctos                    | Ведмідь малайський (Helarctos malayanus)      | Ведмідь малайський звичайний (Helarctos malayanus malayanus) | miniaturadeimagen | |
| Куницеві (Mustelidae)    | Мустела (Mustela)            | Мустела малайська (Mustela nudipes)           |                                                              | miniaturadeimagen | |
|                          | Куниця (Martes)              | Харза (Martes flavigula)                      |                                                              | miniaturadeimagen | |
|                          | Lutrogale                    | Видра гладкошерста (Lutrogale perspicillata)  | perspicillata                                                | miniaturadeimagen | |
|                          | Аонікс (Aonyx)               | Видра попеляста (Aonyx cinereus)              |                                                              | miniaturadeimagen | |
|                          | Видра (Lutra)                | Видра суматранська (Lutra sumatrana)          |                                                              | miniaturadeimagen | |
|                          |                              | Видра річкова (Lutra lutra)                   |                                                              | miniaturadeimagen | |

#### Рядпанголіноподібні
Малайський або яванський панголін (Manis javanica) є єдиним видом, присутнім у парку Таман-Негара з 8 видів панголіноподібних (Pholidota), які були описані. Хоча це лише один вид, він має життєво важливе значення, оскільки він перебуває в категорії «видів на межі зникнення» МСОП з-за різкого скорочення його чисельності в останні роки через контрабанду для популярної китайської медицини. Великий розмір заповідника гарантує, що популяції яванського панґоліна залишаються відносно безпечними. Панґоліни важливі в навколишньому середовищі, тому що вони за своєю суттю мурахоїди, і вони мають здатність регулювати життєві цикли та моделі цих комах, що є основоположним у будь-якому середовищі існування парку.
| Родина                | Рід              | Вид                                 | Підвид | Зображення        | В національному парку |
| --------------------- | ---------------- | ----------------------------------- | ------ | ----------------- | --- |
| Панголінові (Manidae) | Панголін (Manis) | Панголін яванський (Manis javanica) |        | miniaturadeimagen | Це звичайний мешканець великих діптерокарпових лісів, наявних на території заповідника. Розміром з маленьку собаку, їх зазвичай бачать поодинці або парами вночі. В основному він веде наземний спосіб проживання, хоча добре плаває. Спостерігати його можна будь-де на території заповідника, включно з людськими поселеннями. Яванський панголін є одним із найбільш загрозливих видів у заповіднику (на межі зникнення), оскільки трапляються часті спроби контрабанди. Для цього виду розроблено адаптовану програму збереження. |

#### Ряднепарнокопитні
Ряд непарнокопитних (Perissodactyla) є якщо не найважливішим, то одним із фундаментальних стовпів заповідника на рівні фауни. Він має лише два види: суматранський носоріг (Dicerorhinus sumatrensis sumatrensis) і тапір чепрачний або тапір малайський (Tapirus indicus) з двох різних родин носорогових (Rhinocerotidae) і тапірових (Tapiridae), але обидва мають важливе значення, оскільки обидва класифікуються як «на межі зникнення» або «під загрозою вимирання» МСОП. Таман-Негара є одним з останніх середовищ існування цих двох загрозливо зникаючих видів.
Дві родини непарнокопитних відіграють основну роль як розповсюджувачі насіння середнього розміру (малайський тапір) і великого розміру (суматранський носоріг), будучи безпосередньо відповідальними за розширення та відновлення численних видів дерев, які утворюють найбільш репрезентативні спільноти охоронюваних область. Крім підтримки лісів, де вони мешкають, в оптимальних умовах, вони також важливі для відновлення територій із середніми порушеннями, збільшуючи їх різноманітність і допомагаючи відновити екологічні відносини. Крім того, їхній стиль годування як травоїдних, звичка майже завжди користуватися одними і тими самими шляхами та трансформація річок своїми ваннами означають вищий рівень впливу на різні екосистеми.
| Родина                      | Рід             | Вид                                              | Підвид      | Зображення        | В національному парку |
| --------------------------- | --------------- | ------------------------------------------------ | ----------- | ----------------- | --- |
| Носорогові (Rhinocerotidae) | Dicerorhinus    | Суматранський носоріг (Dicerorhinus sumatrensis) | sumatrensis | miniaturadeimagen | Зустрічається надзвичайно рідко протягом тривалого часу, він уникає контактів і живе лише в найглибших, найбільш ізольованих і найкраще збережених частинах заповідника. Перебуває поодинці або невеликими групами, веде наземний, переважно нічний спосіб життя. Великий. Вони часто проводять довгі години на день, охолоджуючись в ізольованих водоймах. Останні новини від комунікаційного агентства парку свідчать про те, що популяція може вимерти.                                   |
| Тапірові (Tapiridae)        | Тапір (Tapirus) | Малайський тапір (Tapirus indicus)               |             | miniaturadeimagen | Відносно рідкісна тварина в заповіднику, але її можна легко зустріти через схильність до проживання в неблагополучних місцях і поблизу людських поселень. Великі за розміром, можуть жити поодиноко або парами, їх зазвичай можна побачити вночі в солончаках. Малайський тапір знаходиться в небезпеці в першу чергу через втрату середовища проживання, тому в заповіднику створено біологічний коридор, який дозволяє особинам з інших популяцій вільно потрапляти в парк для проживання. |

## У ЗМІ та кіно
Парк Таман-Негара був представлений у збірці карикатуристів «Lat» 1980 «With a Little Bit of Lat» газети New Straits Times, опублікованому в 1980 видавництвом «Berita Publishing».
Парк також став темою документального фільму 1998 «Національні парки: Природні напрямки» (малай. Taman Negara: Destinasi Alam Semulajadi), знятого компанією Film Negara Malaysia.